# 沙丁脂眼鯡
沙丁脂眼鯡為輻鰭魚綱鲱形目鲱科的其中一種，分布於西印度洋紅海至莫三比克；西大西洋加拿大芬地灣、新斯科細亞省至墨西哥灣、圭亞那；西太平洋日本、阿拉弗拉海、澳洲南部；東太平洋秘魯及智利海域，棲息深度50-150公尺，體長可達33公分，棲息在大陸棚邊緣海域，以橈腳類及磷蝦為食，生活習性不明，為高經濟價值的食用魚。

## 擴展閱讀
維基物種上的相關：沙丁脂眼鯡